# Cartoon Network (Portugal)
Cartoon Network, allgemein als CN abgekürzt, war ein am 3. Dezember 2013 gestarteter portugiesischer Kabelfernsehsender, der von Turner Broadcasting System Europe (einer halbautonomen Gruppe des Time Warner-Konzerns) betrieben wurde.
Im Jahr 2014 wurde Cartoon Network zum drittbeliebtesten Sender für Kinder und Jugendliche in Portugal, nur hinter Canal Panda (Platz 2) und Disney Channel (Platz 1).

## Geschichte
Die paneuropäische Version von Cartoon Network (Europe) wurde sehr lange Zeit in Portugal, Angola und Mosambik ausgestrahlt, von 1997 bis zum dritten Quartal im Dezember 2013 in englischer Sprache. Er teilte sich das Programmschema mit TCM (abends gegen 20 Uhr).
Die portugiesische Version des Senders wurde am 1. Oktober 2013 in Angola und Mosambik gestartet.
Seit dem 3. Dezember 2013 ist der Kanal in Portugal offiziell über das 24-Stunden-Kabelnetz gestartet. Am selben Tag wurde der Kanal im 16:9-Format und vollständig in portugiesischer Sprache gestartet. In Afrika startet der Kanal gleich mit Serien wie Die fantastische Welt von Gumball und Adventure Time.
Am 25. September 2024 wurde der Sender eingestellt und durch Cartoon Network Western Europe ersetzt. Betroffen waren ebenso Cartoon Network Deutschland, Cartoon Network France, Cartoon Network Nederland und Cartoon Network Nordic. Die eigentliche Programmstruktur wurde dabei bereits am 16. September 2024 übernommen.

## Zensuren in der Sendezeit
Zwischen Mai und Oktober 2014 zensierte der Sender 103 Tom-und-Jerry-Kurzfilme. Die Zensur wurde damit begründet, dass der Sender sich gegen eine portugiesische Synchronisation für die Phase des goldenen Zeitalters der amerikanischen Animation der Figuren entschieden hatte. Eine weitere Zensur ereignete sich in der Gene-Deitch-Phase (1960), in der alle Episoden zensiert wurden.
In den Jahren 2015 und 2016 wiederholte der Sender „Doraemon“ und den Film Doraemon, Nobita and the Steel Troops New Age, sowie andere Doraemon Spielfilme, und ließ den Sender Szenen herausschneiden. Dieses Thema wurde schließlich von ehemaligen und aktuellen Fans der Figur bemerkt und löste eine Kontroverse in den sozialen Netzwerken aus, die dazu führte, dass der Sender den Anime aus den 1970er Jahren wegen Unanständigkeit absetzte.

## Cartoon Network Premium
Cartoon Network Premium ist ein Video-on-Demand-Dienst, der exklusiv bei dem Betreiber MEO auf Kanal 52 verfügbar ist.
Dieser Dienst ermöglicht es, bestimmte Episoden von Serien und Filmen einige Stunden/Tage vor ihrer Ausstrahlung auf Cartoon Network, aber auch auf anderen Geräten als dem Fernseher (erneut) zu sehen.